# William Whiston

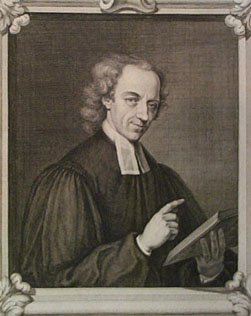
William Whiston (1667-1752).

William Whiston, född den 9 december 1667 i Norton, Leicestershire, död den 22 augusti 1752 i Lyndon, Rutland, var en engelsk teolog och matematiker. Han är kanske mest känd för sina översättningar av Josefus arbeten, sitt verk A New Theory of the Earth, och för sin antitrinitarism.
Whiston fick ett stipendium från Cambridges universitet 1693, var kyrkoherde i Lowestoft 1698-1701 och efterträdde 1703 Newton på den matematiska lärostolen vid universitetet i Cambridge och skrev en rad matematiska arbeten. Hans verk A New Theory of the Earth from its Original to the Consummation of All Things (1696), i vilket han menade att syndafloden kunde ha orsakats av en komet, hyllades av både Newton och Locke.
Sedan han öppet uppträtt mot treenighetsläran blev han 1710 avsatt från sin professur som "arian". Med sin antitrinitarism drogs han till den äldsta kristna tiden före treenighetsläran och skrev därom Primitive Christianity Revived i fem volymer 1711-1712. Medan han av vissa kallades heretiker höll han fast vid tron på övernaturlig kristendom och försvarade ofta profetskap, mirakel och de sjukas smörjelse. 1745 publicerade han Primitive New Testament med Codex Bezae och Codex Claromontanus som grund. En tid därefter höll han astronomiska föreläsningar i London. 
Whiston övergick 1747 från anglikanska kyrkogemenskapen till baptismen och var en ivrig anhängare av läran om det tusenåriga riket.
Whistons självbiografi i 3 band utgavs 1749-50.